# Туфест игловръх
Туфестият игловръх (Alyssum pulvinare) е вид растения от семейство Кръстоцветни (Brassicaceae).
Таксонът е описан за пръв път от Йозеф Веленовски през 1889 година.